# Ayumi hamasaki ARENA TOUR 2002 A
『ayumi hamasaki ARENA TOUR 2002 A』（アユミ ハマサキ アリーナ ツアー 2002 エー）は、浜崎あゆみが2002年春に行った全国アリーナツアー、および2003年1月29日に発売された映像作品。なお、タイトルの最後にある「A」はロゴ表記。

## 概要
浜崎のライブで唯一スポンサーのつかない異例のツアーであった。初めてARENA TOURの名前がついたツアーである。
2003年1月29日にDVD-BOX『ayumi hamasaki COMPLETE LIVE BOX A』として他のライブDVDとセットで発売。また、単品でも発売された。
DVD、VHSでは本来のセットリストより曲順が入れ替わっている。また、「taskinlude」がカットされている。
この映像作品と次作のスタジアムツアーの映像の作品は、曲の合間の箇所に舞台裏側のバックステージやリハーサルなどの模様を見ることができる仕組みになっている。

## 曲目
- OPENING -
1. I am...
2. opening Run
3. Naturally
4. NEVER EVER
5. A Song for ××
6. Free & Easy
7. evolution
8. AUDIENCE
9. UNITE!

- encore -
1. independent
2. flower garden
3. Trauma
4. no more words

Special Unplugged Version
1. ℳ
2. Dearest

DVD bonus track
1. Daybreak
2. Who...

## 参加ミュージシャン
- 浜崎あゆみ：Vocal

バンドメンバー
- エンリケ：Bass
- 野村義男：Guitar
- 小林信吾：Keyboards
- 友成好宏：Keyboards
- 江口信夫：Drums
- 中村俊彦：Drums